# Dysidea dendyi
Dysidea dendyi är en svampdjursart som först beskrevs av Ferrer Hernandez 1923.  Dysidea dendyi ingår i släktet Dysidea och familjen Dysideidae. Inga underarter finns listade i Catalogue of Life.